# Delphacodes longispina
Delphacodes longispina är en insektsart som beskrevs av Frederick Arthur Godfrey Muir 1929. Delphacodes longispina ingår i släktet Delphacodes och familjen sporrstritar. Inga underarter finns listade i Catalogue of Life.